# Коломенский пруд около Аллеи Любви
Коломенский пруд около Аллеи Любви — пруд Москвы, возле улицы Садовая Слобода, на севере территории музея-заповедника Коломенское, район Нагатинский затон, ЮАО, город Москва.

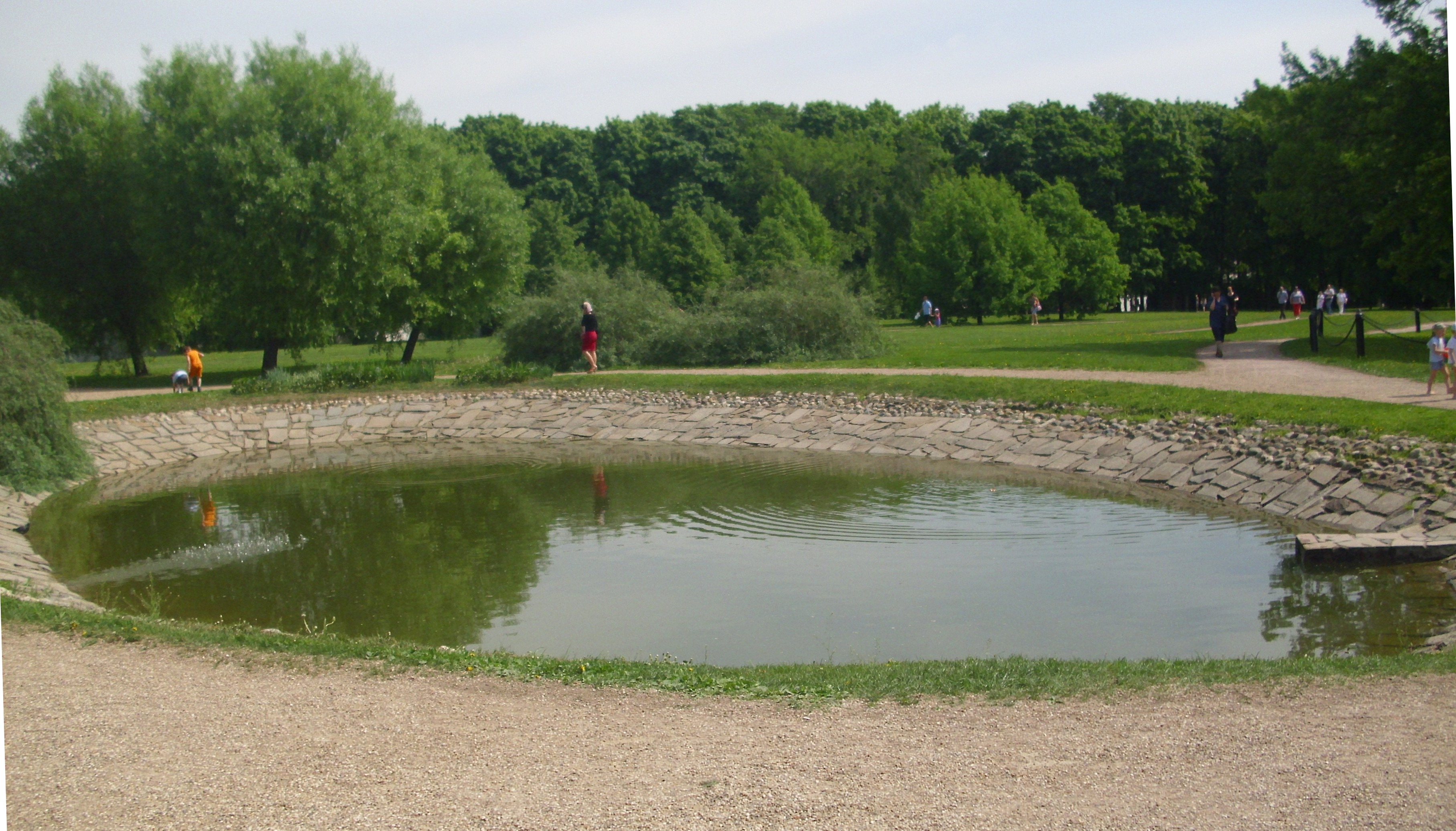
Пруд у Аллеи Влюбленных. Вид на Вознесенский сад

Овальной формы. Длина 20, ширина 10 м. Площадь примерно 0,02 га. Средняя глубина 1 м.
Декоративная копань с забетонированным берегом. Достаточно мелкий. Рыбы нет. Много личинок комаров.

## Галерея

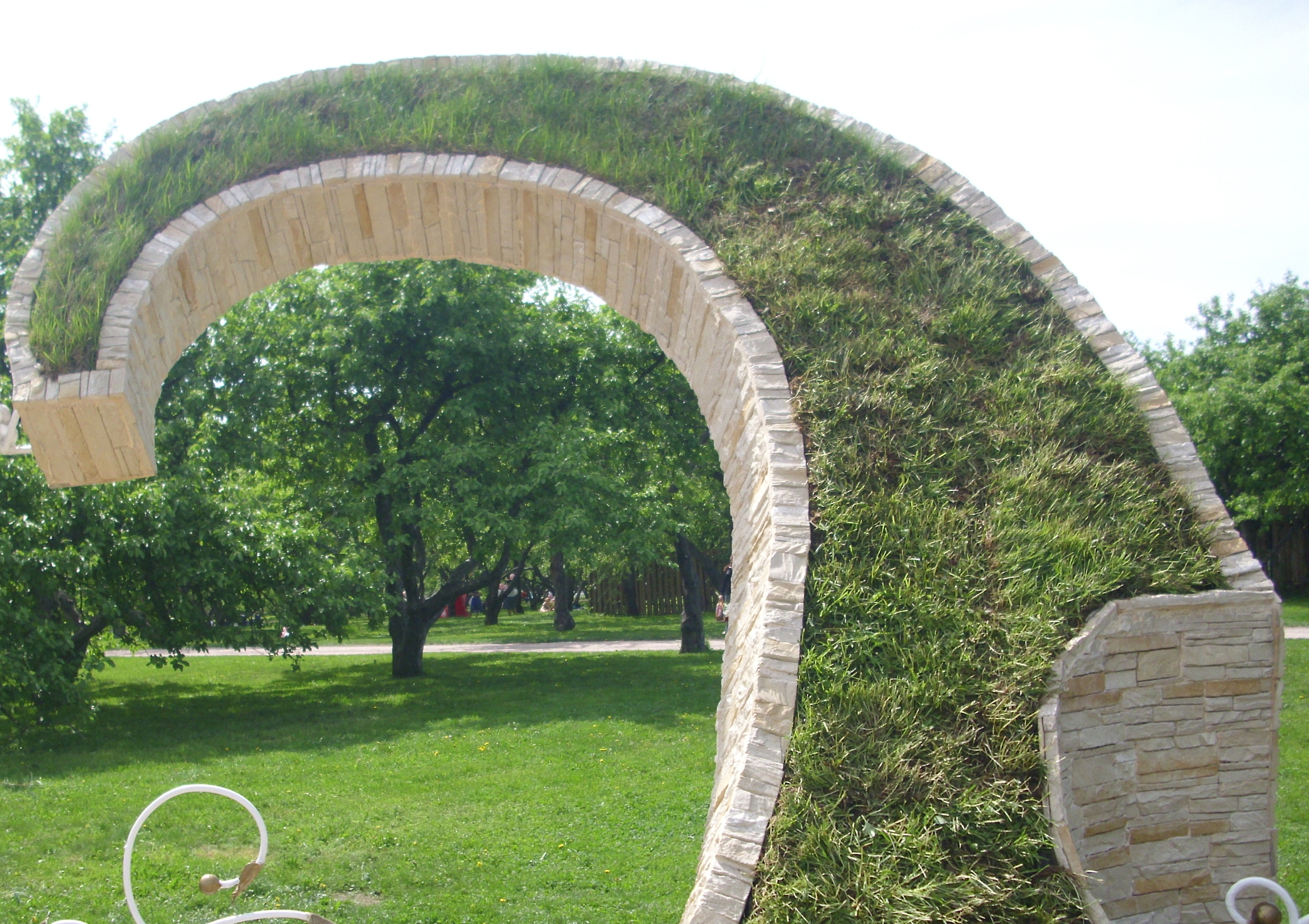
Стела у южного берега
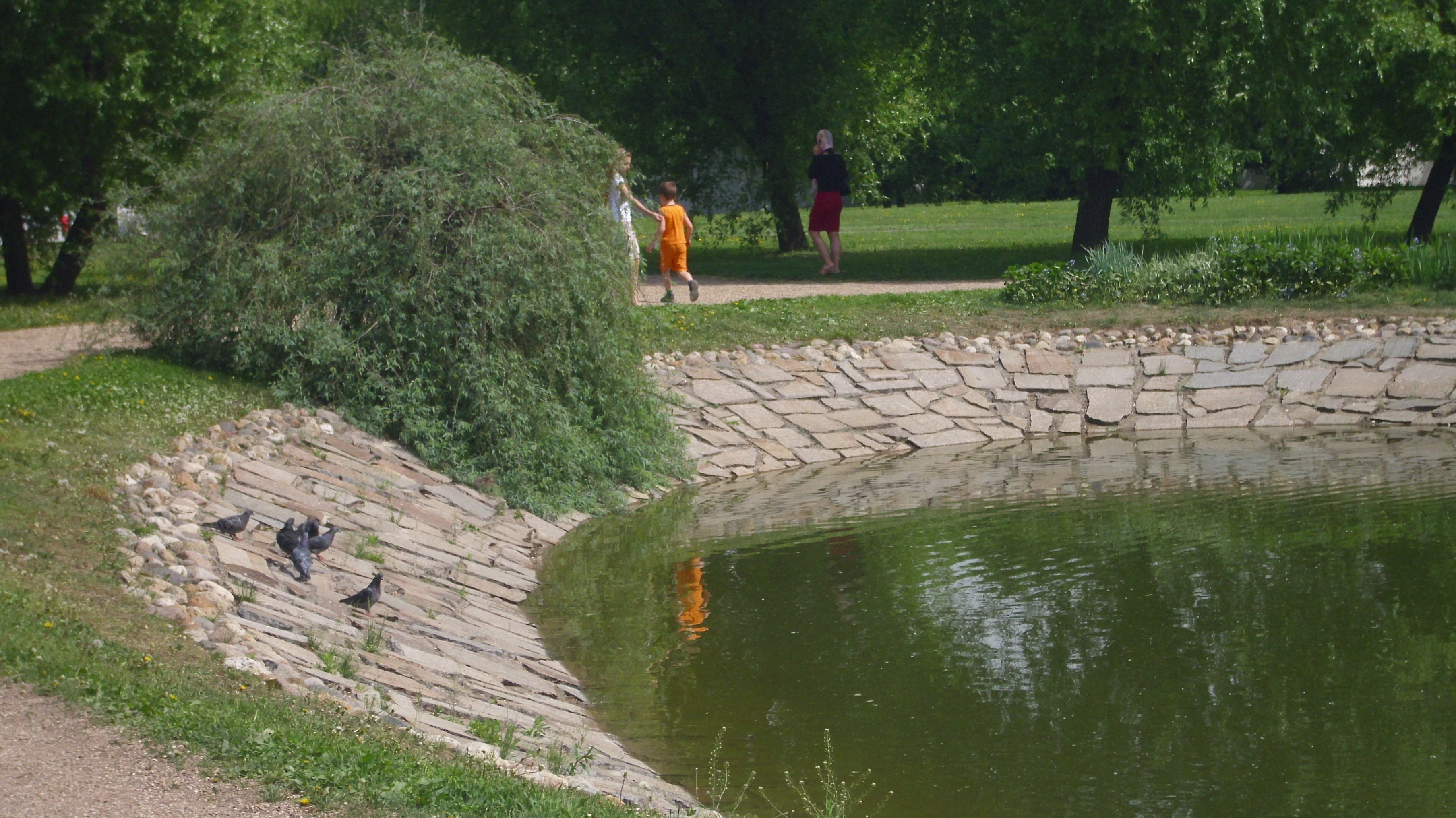
Ива у северного берега
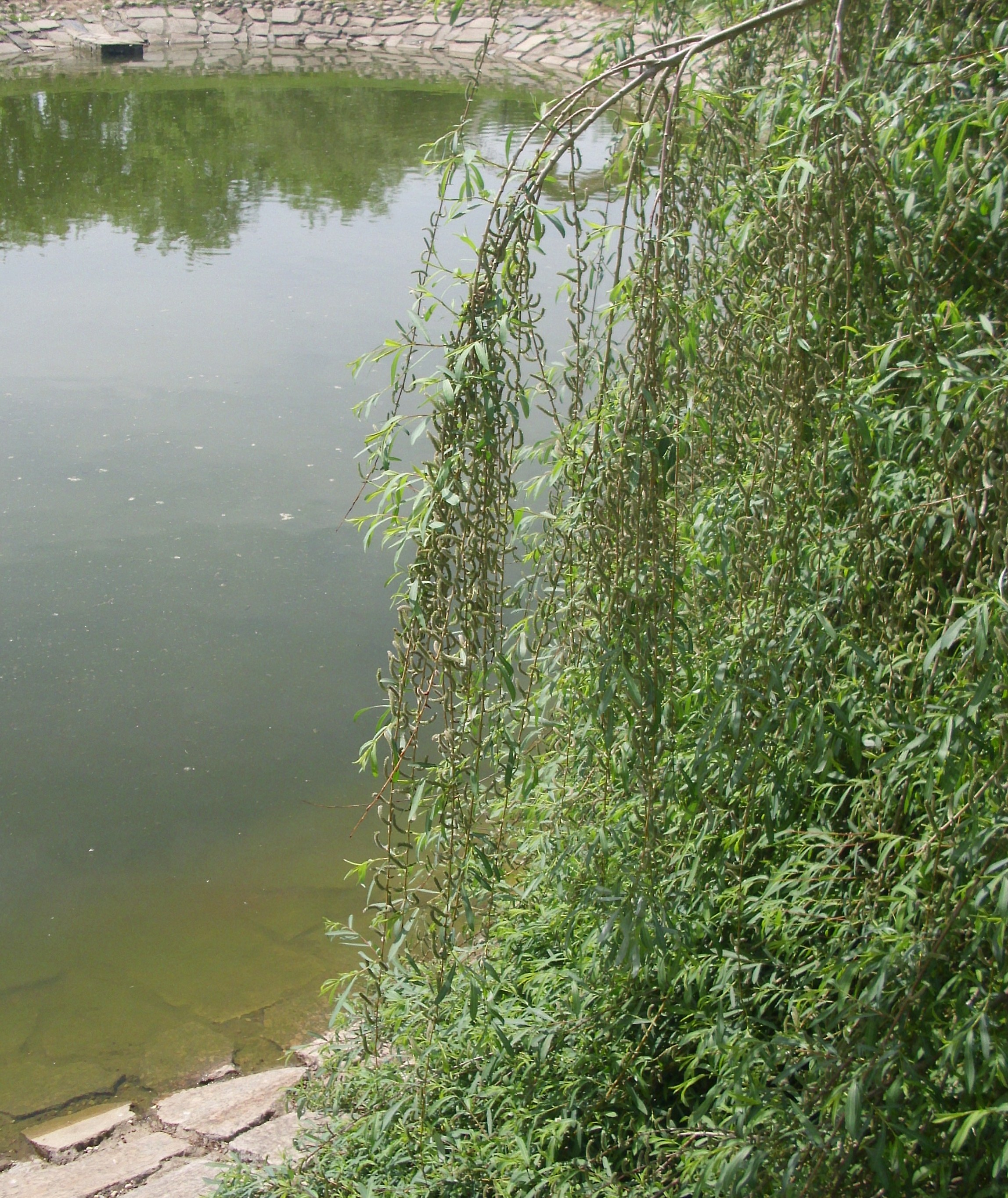
Ива
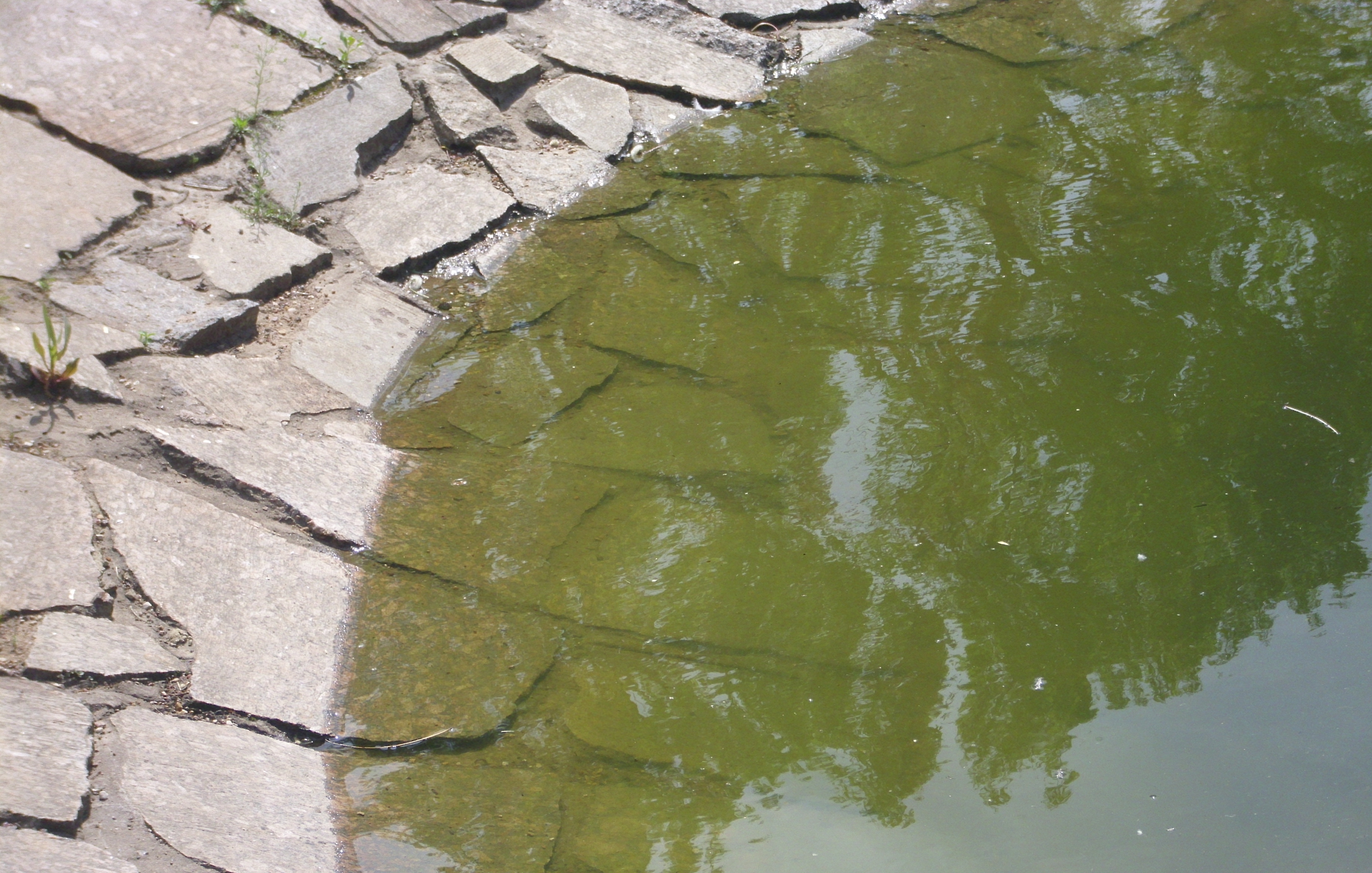
Северо-западный берег